# 莊淑玲
莊淑玲（Nurul Huda Ch' Su Lin，1972年7月31日—）是前馬來西亞女子游泳運動員，擅長自由泳。是已故新加坡第四任總統黃金輝的外孫女。從1985年開始連續五年榮獲馬來西亞全國最佳女運動員。1987年，他成為馬來西亞首位獲得國際奧委會獎項（“體育與學習”）的選手。2004年，她獲選進入馬來西亞奧運會名人堂。

## 生涯
莊淑玲11歲就代表馬來西亞參加東南亞運動會。1989年吉隆坡東南亞運動會，她與王觀成領銜的馬來西亞游泳隊成功獲得史上最佳的11金6银3铜，從而讓馬來西亞首度荣膺游泳全场冠军。她總共參加三屆東南運動會，並累積了22面金牌。她也是馬來西亞首位能在亞洲運動會上獲得獎牌的游泳選手。由於她需要專注學業，所以便在十八歲之齡退休了。

## 個人榮譽
- 1985-1989年馬來西亞全國最佳女運動員
- 馬來西亞奧運會名人堂
- 1987年國際奧委會體育與學習獎

## 外部連結
- OCM Sports Museum and Hall of Fame （页面存档备份，存于）